# 同塔省
同塔省（越南语：／）是越南湄公河三角洲的一个省，省莅美萩市。

## 地理
同塔省北接柬埔寨，南接芹苴市和永隆省，西接安江省，东接西寧省。

## 历史
2007年1月16日，高岭市社改制为高岭市。
2008年12月23日，雄禦縣析置雄禦市社。
2013年10月14日，沙沥市社改制为沙沥市。
2018年2月10日，沙沥市被评定为二级城市。
2018年11月23日，雄禦市社被评定为三级城市。
2020年1月22日，高岭市被评定为二级城市。
2020年9月18日，雄禦市社改制为雄禦市。
2025年7月1日和原前江省合併省會遷往美萩市 。

## 行政區劃
同塔省下辖3市9县，省莅美萩市。
- 美萩市
- 高岭市（Thành phố Cao Lãnh）
- 雄禦市（Thành phố Hồng Ngự）
- 沙沥市（Thành phố Sa Đéc）
- 高岭縣（Huyện Cao Lãnh）
- 週城縣（Huyện Châu Thành）
- 雄禦縣（Huyện Hồng Ngự）
- 來𡑵縣（Huyện Lai Vung）
- 垃圩縣（Huyện Lấp Vò）
- 三農縣（Huyện Tam Nông）
- 新雄縣（Huyện Tân Hồng）
- 清平縣（Huyện Thanh Bình）
- 塔梅縣（Huyện Tháp Mười）

## 外部連結
- 同塔省电子信息门户网站 （页面存档备份，存于）（越南文）